# NHL 13
NHL 13 est un jeu vidéo de hockey sur glace qui est sorti le 14 septembre 2012 en France et le 11 septembre en Amérique du Nord sur PlayStation 3 et Xbox 360, édité par EA Sports et développé par EA Canada. Claude Giroux des Flyers de Philadelphie figure sur la couverture du jeu.
Le jeu est principalement basé sur les équipes et les joueurs de la Ligue nationale de hockey.

## Bande-son
Les chansons ont été officiellement dévoilées le 30 août 2012.
| Artiste              | Chanson                         |
| -------------------- | ------------------------------- |
| Anti-Flag            | Broken Bones                    |
| Arkells              | Whistleblower                   |
| Band of Skulls       | The Devil Takes Care of His Own |
| Bassnectar           | Pennywise Tribute               |
| Battleme             | Shoot the Noise, Man            |
| Classified           | Run with Me                     |
| Foxy Shazam          | I Like It                       |
| The Gaslight Anthem  | 45                              |
| Monster Truck        | Seven Seas Blues                |
| My Darkest Days      | Save Yourself                   |
| The Heavy            | What Makes a Good Man           |
| The Hives            | I Want More (NHL '13 Mix)       |
| The Offspring        | Days Go By                      |
| Shinedown            | Bully                           |
| Thousand Foot Krutch | Light Up the Sky                |
| Zombie Nation        | Kernkraft 400                   |

## Accueil
- Jeuxvideo.com : 16/20[3]